# Municipio de Lee (condado de Midland)
El municipio de Lee (en inglés: Lee Township) es un municipio ubicado en el condado de Midland en el estado estadounidense de Míchigan. En el año 2010 tenía una población de 4315 habitantes y una densidad poblacional de 46,37 personas por km².

## Geografía
El municipio de Lee se encuentra ubicado en las coordenadas 43°35′53″N 84°25′36″O / 43.59806, -84.42667. Según la Oficina del Censo de los Estados Unidos, el municipio tiene una superficie total de 93.06 km², de la cual 92,25 km² corresponden a tierra firme y (0,87 %) 0,81 km² es agua.

## Demografía
Según el censo de 2010, había 4315 personas residiendo en el municipio de Lee. La densidad de población era de 46,37 hab./km². De los 4315 habitantes, el municipio de Lee estaba compuesto por el 97,43 % blancos, el 0,39 % eran afroamericanos, el 0,44 % eran amerindios, el 0,19 % eran asiáticos, el 0,14 % eran de otras razas y el 1,41 % eran de una mezcla de razas. Del total de la población el 1,09 % eran hispanos o latinos de cualquier raza.